# Disentis/Mustér
Disentis/Mustér és un municipi del cantó dels Grisons (Suïssa), situat al districte de Surselva.